# 2,6-Naphthalindicarbonsäure
2,6-Naphthalindicarbonsäure ist eine chemische Verbindung aus der Gruppe der Carbonsäuren.

## Gewinnung und Darstellung
Die meisten der bisher entwickelten 2,6-Naphthalindicarbonsäure-Syntheseverfahren basieren auf der katalytischen Oxidation von Alkylnaphthalinen. Besser ist jedoch die homogene katalytische oxidative Carbonylierung von Naphthalin in Palladiumsalzlösungen in Gegenwart eines Reoxidationsmittels. Die direkte Einführung einer Carbonylgruppe in den aromatischen Ring in Kombination mit der Umwandlung von Naphthalincarbonsäurederivaten in 2,6-NDA ist ein Weg zu wenigen, hochselektiven 2,6-NDA-Syntheseprozessen.

## Eigenschaften
2,6-Naphthalindicarbonsäure ist ein weißer geruchloser Feststoff, der praktisch unlöslich in Wasser ist.

## Verwendung
2,6-Naphthalindicarbonsäure wird als Zwischenprodukt zur Herstellung von Kunststoffen (Polyethylennaphthalat (PEN) und Polyethylenphthalat (PET) Polymere und Copolymere) verwendet.